# La Serra (la Vansa i Fórnols)
La Serra és una serra situada al municipi de la Vansa i Fórnols a la comarca de l'Alt Urgell, amb una elevació màxima de 1.234 metres.